# Emanuel Celler
Emanuel Celler (ur. 6 maja 1888 w Brooklynie, zm. 15 stycznia 1981 w Brooklynie) – amerykański polityk, członek Partii Demokratycznej.

## Działalność polityczna
W okresie od 4 marca 1923 do 3 stycznia 1945 przez jedenaście kadencji był przedstawicielem 10. okręgu, od 3 stycznia 1945 do 3 stycznia 1953 przez cztery kadencje przedstawicielem 15. okręgu, następnie do 3 stycznia 1963 przez pięć kadencji przedstawicielem 11. okręgu, a od 3 stycznia 1963 do 3 stycznia 1973 przez pięć kadencji ponownie przedstawicielem 10. okręgu wyborczego w stanie Nowy Jork w Izbie Reprezentantów Stanów Zjednoczonych.